# Patrimoine juif d'Alsace

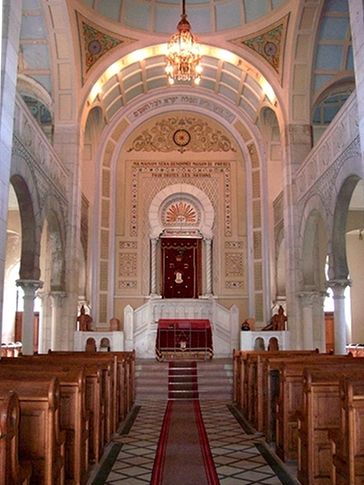
Intérieur de la synagogue de Thann

L'inventaire du patrimoine juif d'Alsace est classé par département et par lettre alphabétique de communes.
La présentation de cet inventaire s'inspire des listes de monuments historiques, incluant tous les éléments patrimoniaux ayant fait ou non l'objet d'une notice d'inventaire par le « Service régional de l'inventaire de la région Alsace », que les éléments soient ou non protégés au titre des monuments historiques où qu'ils aient disparu et aient été transformés où réutilisés à d'autres fins. Seulement dans le cas de disparition définitive (destruction) de la synagogue, il est indiqué « synagogue disparue ».
Certains éléments protégés au titre des monuments historiques font parfois l'objet de deux notices distinctes : l'une établie par la Conservation régionale des monuments historiques (notices PA) et l'autre par le Service régional de l'inventaire d'Alsace (IA).
D'une manière générale le patrimoine du XIXe siècle a été inscrit sur l'inventaire supplémentaire des monuments historiques, à l'exception de quelques éléments spécifiques : synagogue de Pfaffenhoffen, vestiges peints classés de la synagogue de Traenheim, vestiges de l'ancienne synagogue de Rouffach ou objets mobiliers.
C’est au XIXe siècle que certaines communautés introduisirent l’orgue dans les synagogues, en engageant un non-juif pour en jouer le Shabbat et les fêtes : Benfeld ; Mulhouse ; Sarreguemines ; l'orgue de la synagogue consistoriale et de l'ancienne synagogue de Strasbourg…

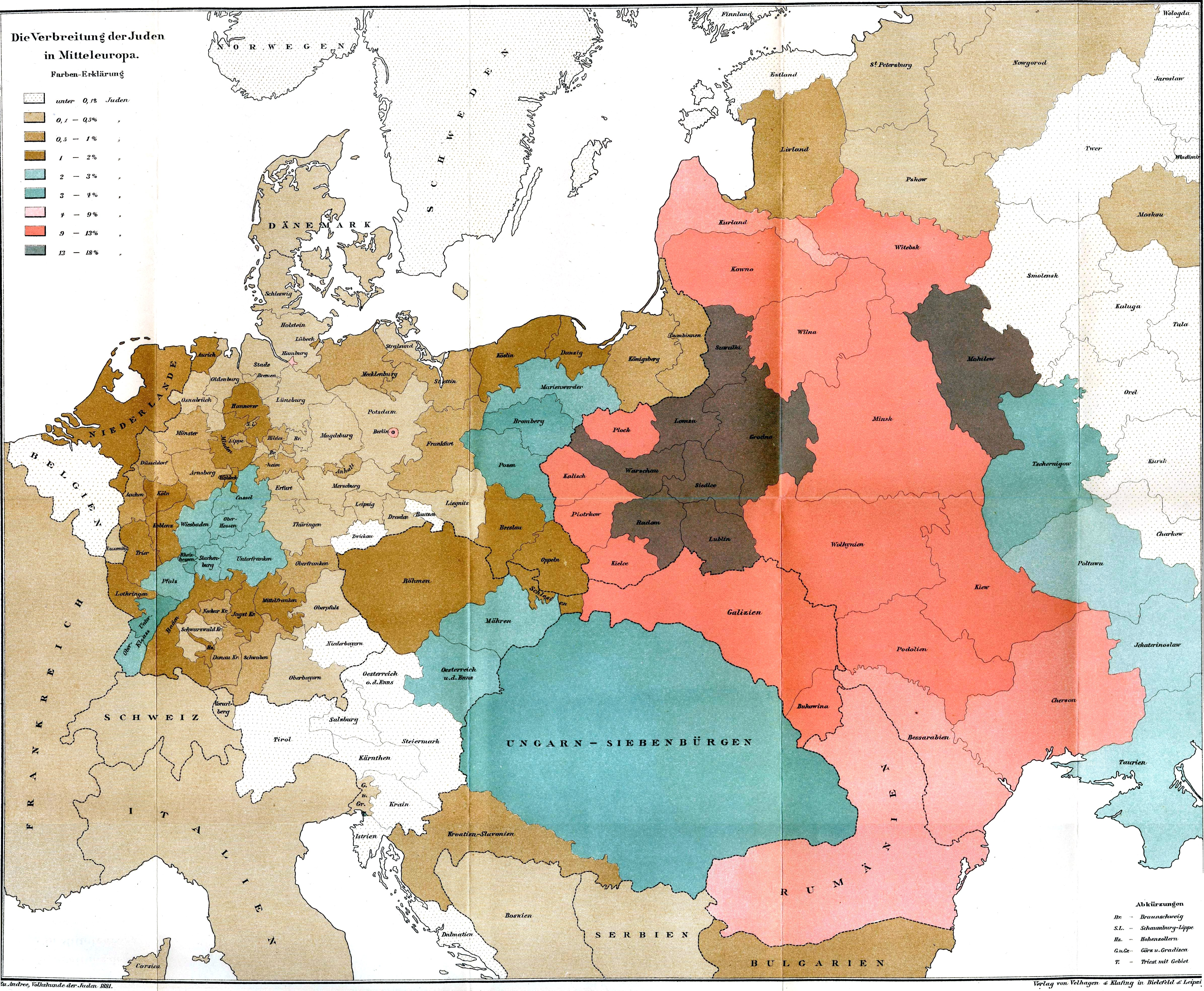
Les Juifs d'Europe Centrale en 1881 d'après Richard Andree
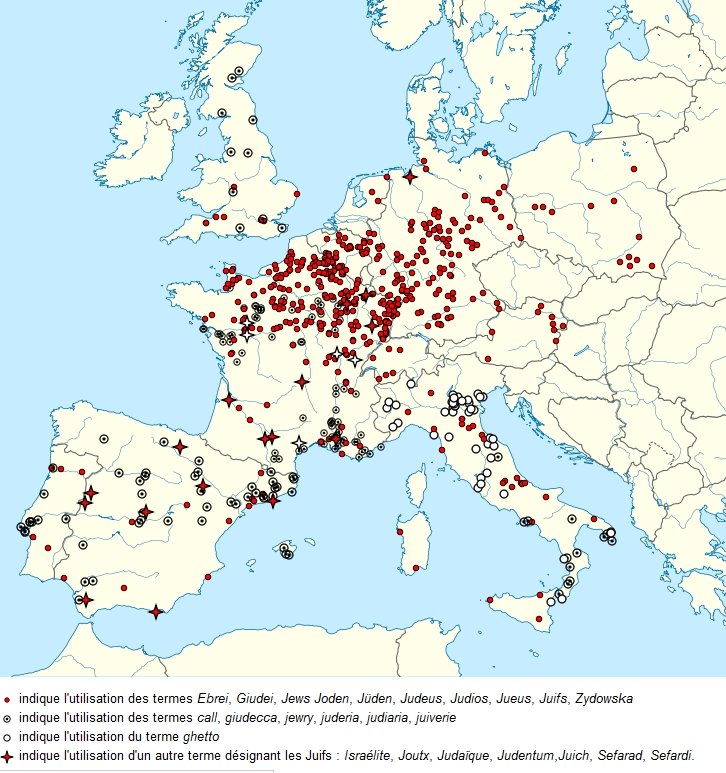
Carte des rues des Juifs (ou équivalents) dans divers pays européens
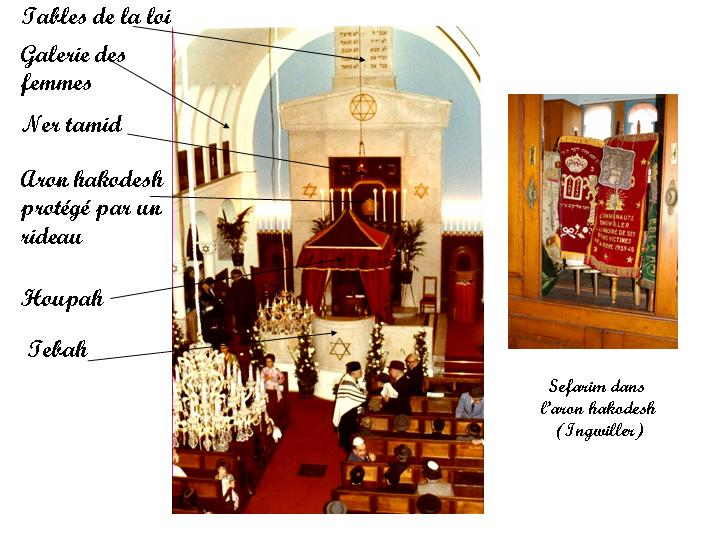
Présentation d'une synagogue (ici synagogue de Neuilly et synagogue d'Ingwiller)
Carte des départements avec le nom des régions
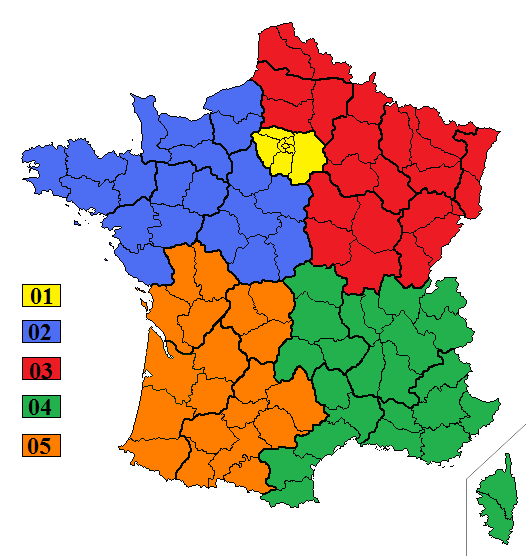
Répartition géographique des inventaires du patrimoine juif en France

## Introduction
Il faut dire que l'Alsace et la Lorraine représentaient encore 79 % des Juifs de France en 1808.
L’appel à la croisade d’Urbain II en 1095 déclenche des persécutions de la part des paysans envers les communautés juives de France et d’Allemagne. Voir : Persécution des Juifs pendant la première croisade.
Il existait de nombreuses synagogues en France pendant les premiers siècles du Moyen Âge. Or, à la suite de la mort de son père, survenue le 18 septembre 1180, Philippe II, dit Philippe Auguste, roi à quinze ans, est confronté à l'affaiblissement du pouvoir royal. L'une de ses premières décisions est totalement contraire à la politique suivie par son père : l'expulsion des juifs et la confiscation de leurs biens 17 avril 1182) tranche avec la protection que Louis VII avait accordée à la communauté juive. La raison officiellement donnée désigne les juifs responsables de calamités diverses, mais l'objectif réel est surtout de renflouer les caisses royales, bien mal en point en ce début de règne. Ces mesures ne dureront pas : l'interdiction du territoire cesse en 1198, et l'attitude conciliatrice qu'avait adoptée Louis VII redevient bientôt la norme. C'est à cette période que Philippe Auguste fit détruire ou convertir les synagogues en églises.
La question concernant la pleine citoyenneté des juifs a été discutée à plusieurs reprises de 1789 à 1791 par l'Assemblée constituante. Cette dernière a d'abord été accordée aux Juifs du Sud-Ouest et à ceux de la Provence, Avignon et le Comtat-Venaissin et le 28 septembre 1791 à tous les Juifs du royaume. Les dernières lois discriminatoires ne sont abolies que sous la monarchie de Juillet (Voir : Juifs et judaïsme en Europe).
Les recherches historiques et documentaires portent de ce fait sur l’ensemble des informations liées à la culture, la mémoire et le patrimoine architectural et mobilier juifs, et à ce qui peut contribuer à illustrer l’histoire du judaïsme. On pourra lister également les monuments Mémoriaux de la Shoah, les éléments de la résistance juive en France, mais sans élargir le débat à toutes les victimes françaises (d’autres articles leur étant consacrés par ailleurs).
Une "Association européenne pour la préservation et la valorisation de la culture et du patrimoine juifs" (AEPJ) fait découvrir les sites juifs au grand public, à savoir entre autres les synagogues, cimetières, bains rituels, musées, quartiers, monuments juifs, notamment par l’organisation annuelle de la journée européenne de la culture juive. L’AEPJ est également chargée de développer et de faire connaître l’"Itinéraire européen du patrimoine juif".
La Société pour l'Histoire des Israélites d'Alsace et de Lorraine (S.H.I.A.L.), fondée en 1905, a elle pour objet de rechercher et de conserver tous les monuments, meubles, documents ou vestiges ayant trait à l'histoire des Israélites d'Alsace et de Lorraine et de promouvoir l'étude de cette histoire.

## Patrimoine juif du Bas-Rhin
| Monument                                                                                   | Commune                 | Adresse                                                                                   | Coordonnées                      | Notice                        | Protection | Date                                                | Illustration |
| ------------------------------------------------------------------------------------------ | ----------------------- | ----------------------------------------------------------------------------------------- | -------------------------------- | ----------------------------- | --- | --------------------------------------------------- | --- |
| Synagogue et communauté juive,                                                             | Balbronn                | rue des Femmes                                                                            | 48° 35′ 04″ nord, 7° 26′ 16″ est | « PA67000036 » « IA67006517 » | inscrite | 1895                                                | Synagogue et communauté juiveSynagogue de Balbronn,Embargo sur le transfert à Jérusalem d'une synagogue française |
| Synagogue et communauté juive                                                              | Barr                    | rue des Lièvres/ place de la Synagogue avec plaque commémorative                          | à géolocaliser                   | « IA00115061 »                | | 1878                                                | Image manquante Téléverser                                                                                        |
| Synagogue aujourd'hui habitation                                                           | Bassemberg              |                                                                                           | à géolocaliser                   |                               | |                                                     | Image manquante Téléverser                                                                                        |
| Synagogue détruite et communauté juive                                                     | Batzendorf              |                                                                                           | à géolocaliser                   |                               | |                                                     | Image manquante Téléverser                                                                                        |
| Synagogue et Communauté juive                                                              | Benfeld                 | rue de la Dîme                                                                            | à géolocaliser                   | « PA00084610 » « IA00023504 » | inscrite. Voir aussi Orgue de Charles et Edgard WETZEL, 1895 | 1846 ; 1875                                         | Image manquante Téléverser                                                                                        |
| Cimetière israélite                                                                        | Benfeld                 | rue de Suède                                                                              | à géolocaliser                   |                               | |                                                     | Image manquante Téléverser                                                                                        |
| Synagogue Communauté juive                                                                 | Bischheim               | place de la Synagogue                                                                     | à géolocaliser                   |                               | |                                                     | Image manquante Téléverser                                                                                        |
| Mikvé de la Cour des Boecklin (Bain rituel juif)                                           | Bischheim               |                                                                                           | à géolocaliser                   | « PA00084619 »                | classé | 4e quart XVIe siècle ; XVIIe siècle ; XVIIIe siècle | Mikvé de la Cour des Boecklin (Bain rituel juif)                                                                  |
| Cimetière                                                                                  | Bischheim               | Allée du Souvenir                                                                         | à géolocaliser                   |                               | |                                                     | Cimetière |
| Synagogue et communauté juive                                                              | Bischwiller             | rue Foch                                                                                  | à géolocaliser                   |                               | |                                                     | Image manquante Téléverser                                                                                        |
| Cimetière israélite                                                                        | Bischwiller             | rue des Cimetières                                                                        | à géolocaliser                   |                               | |                                                     | Image manquante Téléverser                                                                                        |
| Synagogue détruite Synagogue et communauté juive                                           | Bolsenheim              | rue du Stade                                                                              | à géolocaliser                   | « IA00023217 »                | | 1848                                                | Image manquante Téléverser                                                                                        |
| Synagogue Musée judéo-alsacien                                                             | Bouxwiller              | Grande rue                                                                                | 48° 49′ 32″ nord, 7° 28′ 49″ est | « PA00084657 » « IA67009580 » | inscrite | 1830                                                | Synagogue Musée judéo-alsacien                                                                                    |
| Synagogue Synagogue de Brumath                                                             | Brumath                 | 28 rue du Général Rampont                                                                 | 48° 43′ 43″ nord, 7° 42′ 51″ est | « IA00119162 »                | | 1844 ; 1845                                         | Synagogue Synagogue de Brumath                                                                                    |
| Cimetière                                                                                  | Brumath                 | lieu-dit Forlenberg                                                                       | à géolocaliser                   |                               | |                                                     | Image manquante Téléverser                                                                                        |
| Synagogue détruite Synagogue et communauté juive                                           | Buswiller               |                                                                                           | à géolocaliser                   |                               | |                                                     | Image manquante Téléverser                                                                                        |
| Synagogue                                                                                  | Cronenbourg             | rue Rieth                                                                                 | à géolocaliser                   |                               | |                                                     | Image manquante Téléverser                                                                                        |
| Cimetière israélite                                                                        | Cronenbourg             | 3, route d’Oberhausbergen                                                                 | à géolocaliser                   |                               | |                                                     | Cimetière israélite                                                                                               |
| Cimetière israélite                                                                        | Cronenbourg             | 5, rue Jean-Pierre Clause                                                                 | à géolocaliser                   |                               | |                                                     | Cimetière israélite                                                                                               |
| Synagogue                                                                                  | Dambach-la-Ville        | 27 rue de la Paix                                                                         | à géolocaliser                   | « IA00115188 »                | | 3e quart XIXe siècle                                | Image manquante Téléverser                                                                                        |
| Cimetière emplacement conservé Communauté de Dangolsheim                                   | Dangolsheim             |                                                                                           | à géolocaliser                   |                               | |                                                     | Image manquante Téléverser                                                                                        |
| Synagogue détruite Synagogue et communauté juive                                           | Dauendorf               | rue Saint Cyriaque                                                                        | à géolocaliser                   | « IA00061629 »                | | XIXe siècle (?)                                     | Image manquante Téléverser                                                                                        |
| Synagogue et communauté juive                                                              | Dehlingen               |                                                                                           | à géolocaliser                   |                               | |                                                     | Image manquante Téléverser                                                                                        |
| Cimetière israélite                                                                        | Dehlingen               | rue de l'Étang                                                                            | à géolocaliser                   |                               | |                                                     | Cimetière israélite                                                                                               |
| Synagogue                                                                                  | Dettwiller              | rue Leclerc                                                                               | 48° 27′ 07″ nord, 7° 16′ 56″ est |                               | |                                                     | Synagogue |
| Synagogue aujourd'hui habitation Ancienne synagogue                                        | Diebolsheim             |                                                                                           | à géolocaliser                   |                               | |                                                     | Image manquante Téléverser                                                                                        |
| Synagogue                                                                                  | Diemeringen             | 10 rue du Vin                                                                             | à géolocaliser                   | « PA67000030 » « IA67000704 » | inscrite | 1868                                                | Synagogue |
| Ancienne école juive                                                                       | Diemeringen             | 10 rue du Vin                                                                             | à géolocaliser                   | « PA67000031 »                | inscrite |                                                     | Ancienne école juive                                                                                              |
| Cimetière                                                                                  | Diemeringen             | Quai de l'Eichel                                                                          | à géolocaliser                   |                               | |                                                     | Cimetière |
| Synagogue détruite en 1970 Synagogue et communauté juive                                   | Drachenbronn            |                                                                                           | à géolocaliser                   |                               | |                                                     | Image manquante Téléverser                                                                                        |
| Synagogue transformée aujourd'hui en hangar pour les pompiers                              | Duppigheim              | rue des près                                                                              | à géolocaliser                   |                               | |                                                     | Synagogue transformée aujourd'hui en hangar pour les pompiers                                                     |
| Synagogue reste vestiges Ancienne synagogue                                                | Duttlenheim             |                                                                                           | à géolocaliser                   |                               | |                                                     | Image manquante Téléverser                                                                                        |
| Oratoire supprimé Oratoire                                                                 | Eckwersheim             |                                                                                           | à géolocaliser                   |                               | |                                                     | Image manquante Téléverser                                                                                        |
| Synagogue                                                                                  | Epfig                   | 33 rue du Castel                                                                          | à géolocaliser                   | « IA00115261 »                | | 1826                                                | Image manquante Téléverser                                                                                        |
| Synagogue et communauté juive                                                              | Erstein                 | rue du Vieux-Marché                                                                       | à géolocaliser                   | « IA00023235 »                | détruite | 1882                                                | Synagogue et communauté juive                                                                                     |
| Cimetière israélite                                                                        | Erstein                 | rue De Lattre de Tassigny                                                                 | 48° 14′ 43″ nord, 7° 23′ 31″ est |                               | | 1904                                                | Cimetière israélite                                                                                               |
| Synagogue et communauté juive                                                              | Ettendorf               | rue des Tilleuls                                                                          | à géolocaliser                   | « IA67008973 »                | | 1868                                                | Image manquante Téléverser                                                                                        |
| Cimetière juif                                                                             | Ettendorf               | rue du Cimetière                                                                          | 48° 49′ 12″ nord, 7° 34′ 53″ est |                               | |                                                     | Cimetière juif |
| Synagogue détruite vers 1974/1975 Synagogue et communauté juive                            | Fegersheim              | rue du Général Leclerc                                                                    | à géolocaliser                   | « IA00024123 »                | détruite | 1890                                                | Image manquante Téléverser                                                                                        |
| Cimetière juif. Le cimetière israélite de Fegersheim                                       | Fegersheim              |                                                                                           | à géolocaliser                   | « IA00024124 »                | |                                                     | Image manquante Téléverser                                                                                        |
| Synagogue détruite Synagogue                                                               | Gerstheim               | rue du Rhin                                                                               | à géolocaliser                   | « IA00023282 »                | | 1874                                                | Synagogue détruite Synagogue                                                                                      |
| Cimetière israélite                                                                        | Gerstheim               | rue Daubensand                                                                            | à géolocaliser                   |                               | |                                                     | Image manquante Téléverser                                                                                        |
| Synagogue détruite en 1932 Ancienne synagogue de Gœrsdorf                                  | Gœrsdorf                |                                                                                           | à géolocaliser                   |                               | |                                                     | Image manquante Téléverser                                                                                        |
| Ancienne synagogue de Gundershoffen                                                        | Gundershoffen           | 11, rue de la Paix                                                                        | 48° 30′ 48″ nord, 7° 24′ 18″ est | « IA67005086 »                | | 1865                                                | Ancienne synagogue de GundershoffenAncienne synagogue                                                             |
| Cimetière juif                                                                             | Gundershoffen           | rue de la forêt                                                                           | à géolocaliser                   | « IA67005083 »                | | 1880                                                | Cimetière juifSynagogue                                                                                           |
| Synagogue détruite Synagogue                                                               | Haegen                  |                                                                                           | à géolocaliser                   |                               | |                                                     | Image manquante Téléverser                                                                                        |
| Synagogue et communauté juive                                                              | Haguenau                | 3, rue du Grand Rabbin Bloch                                                              | 48° 48′ 50″ nord, 7° 47′ 27″ est | « PA00084740 » « IA00061914 » | inscrite | 1820                                                | Synagogue et communauté juive                                                                                     |
| Cimetière                                                                                  | Haguenau                | rue d'Ivraie,                                                                             | à géolocaliser                   |                               | |                                                     | Image manquante Téléverser                                                                                        |
| Salle du Musée municipal                                                                   | Haguenau                |                                                                                           | à géolocaliser                   |                               | |                                                     | Image manquante Téléverser                                                                                        |
| Synagogue détruite Synagogue                                                               | Hatten                  | rue de la Gare                                                                            | à géolocaliser                   | « IA00118853 »                | | 1865                                                | Image manquante Téléverser                                                                                        |
| Cimetière israélite                                                                        | Hatten                  | rue des Tuiles                                                                            | à géolocaliser                   |                               | |                                                     | Image manquante Téléverser                                                                                        |
| Synagogue et communauté juive                                                              | Herrlisheim             | 6 rue de Limoges                                                                          | à géolocaliser                   | « IA00123946 »                | | 1850                                                | Image manquante Téléverser                                                                                        |
| Cimetière israélite                                                                        | Herrlisheim             | rue d'Offendorf                                                                           | à géolocaliser                   |                               | |                                                     | Image manquante Téléverser                                                                                        |
| Synagogue et communauté juive                                                              | Hochfelden              | 10, 12 place du général Koenig                                                            | à géolocaliser                   | « PA67000004 » « IA67009236 » | inscrite avec maison rabbin et bain rituel. Voir aussi : Notice no IVR42_200067B1035ZE, sur la plateforme ouverte du patrimoine, base Mémoire, ministère français de la Culture | 1841 ; 1855                                         | Synagogue et communauté juive                                                                                     |
| Synagogue                                                                                  | Hœnheim                 | rue des Voyageurs                                                                         | à géolocaliser                   |                               | |                                                     | Image manquante Téléverser                                                                                        |
| Synagogue détruite Synagogue                                                               | Ingenheim               |                                                                                           | à géolocaliser                   |                               | |                                                     | Image manquante Téléverser                                                                                        |
| Synagogue d'Ingwiller construite sur les ruines de l'ancien chateau ; voir aussi Ingwiller | Ingwiller               | 3, 4, 5 cour du Château                                                                   | 48° 52′ 22″ nord, 7° 28′ 44″ est | « IA67009766 »                | | XIXe siècle                                         | Synagogue d'Ingwiller construite sur les ruines de l'ancien chateau ; voir aussi Ingwiller                        |
| Cimetière israélite                                                                        | Ingwiller               | faubourg du général Philippot                                                             | à géolocaliser                   |                               | |                                                     | Image manquante Téléverser                                                                                        |
| Synagogue                                                                                  | Itterswiller            | route du Vin                                                                              | à géolocaliser                   | « IA00115367 »                | | 1839                                                | Image manquante Téléverser                                                                                        |
| Synagogue                                                                                  | Kolbsheim               | rue de la Liberté                                                                         | à géolocaliser                   |                               | |                                                     | Synagogue |
| Ancienne synagogue utilisée aujourd'hui en choucrouterie                                   | Krautergersheim         | rue des Juifs                                                                             | à géolocaliser                   |                               | | 1868                                                | Image manquante Téléverser                                                                                        |
| Synagogue détruite en 1957 Ancienne synagogue                                              | Kuttolsheim             |                                                                                           | à géolocaliser                   |                               | |                                                     | Image manquante Téléverser                                                                                        |
| Synagogue détruite Ancienne synagogue                                                      | Kutzenhausen            |                                                                                           | à géolocaliser                   |                               | |                                                     | Image manquante Téléverser                                                                                        |
| Synagogue détruite en 1975,                                                                | Langensoultzbach        |                                                                                           | à géolocaliser                   |                               | |                                                     | Image manquante Téléverser                                                                                        |
| Synagogue détruite Synagogue et communauté juive                                           | Lauterbourg             | rue des Pêcheurs                                                                          | à géolocaliser                   | « IA67008826 »                | | 1852                                                | Image manquante Téléverser                                                                                        |
| Cimetière israélite                                                                        | Lauterbourg             | rue de la Chapelle                                                                        | à géolocaliser                   |                               | |                                                     | Image manquante Téléverser                                                                                        |
| Synagogue détruite Synagogue                                                               | La Walck                |                                                                                           | à géolocaliser                   |                               | |                                                     | Image manquante Téléverser                                                                                        |
| Synagogue détruite Ancienne synagogue                                                      | Lembach                 |                                                                                           | à géolocaliser                   |                               | |                                                     | Image manquante Téléverser                                                                                        |
| Synagogue                                                                                  | Lingolsheim             | rue des Juifs                                                                             | à géolocaliser                   |                               | |                                                     | Image manquante Téléverser                                                                                        |
| Synagogue aujourd’hui aménagée en centre culturel                                          | Mackenheim              | rue de la Chapelle                                                                        | à géolocaliser                   | « IA67010706 »                | | 1867                                                | Synagogue aujourd’hui aménagée en centre culturel                                                                 |
| Cimetière juif                                                                             | Mackenheim              | lieu-dit Judengarten en fôret communale                                                   | 48° 11′ 24″ nord, 7° 36′ 13″ est | « PA67000050 »                | inscrit | 1629 ; 1685 ; 1775                                  | Cimetière juif |
| Synagogue                                                                                  | Marckolsheim            | rue de l'Hotel de Ville                                                                   | à géolocaliser                   |                               | |                                                     | Image manquante Téléverser                                                                                        |
| Synagogue et communauté juive                                                              | Marmoutier              | rue de la Synagogue                                                                       | à géolocaliser                   | « IA67007723 »                | | 1821                                                | Synagogue et communauté juive                                                                                     |
| Musée communal                                                                             | Marmoutier              |                                                                                           | à géolocaliser                   |                               | |                                                     | Image manquante Téléverser                                                                                        |
| Cimetière israélite                                                                        | Marmoutier              | prolongement, rue Neuve                                                                   | à géolocaliser                   |                               | |                                                     | Cimetière israélite                                                                                               |
| Synagogue détruite Ancienne synagogue                                                      | Mertzwiller             | rue De Gaulle, lieu-dit Hartel                                                            | à géolocaliser                   | « IA67005194 »                | | 2e quart XIXe siècle                                | Image manquante Téléverser                                                                                        |
| Cimetière juif                                                                             | Mertzwiller             | rue des Jardins                                                                           | à géolocaliser                   |                               | |                                                     | Image manquante Téléverser                                                                                        |
| Synagogue détruite en 1870 Ancienne synagogue                                              | Minversheim             |                                                                                           | à géolocaliser                   |                               | |                                                     | Image manquante Téléverser                                                                                        |
| Oratoire                                                                                   | Molsheim                |                                                                                           | à géolocaliser                   |                               | |                                                     | Image manquante Téléverser                                                                                        |
| Synagogue                                                                                  | Mommenheim              | rue des Juifs                                                                             | à géolocaliser                   | « IA00119434 »                | | 1904 ; 1954                                         | Image manquante Téléverser                                                                                        |
| Cimetière israélite                                                                        | Mommenheim              | rue des Tulipes                                                                           | à géolocaliser                   |                               | |                                                     | Image manquante Téléverser                                                                                        |
| Synagogue détruite avec plaque commémorative Synagogue                                     | Mulhausen               | 24 rue Principale                                                                         | à géolocaliser                   | « IA67009883 »                | | 1865                                                | Image manquante Téléverser                                                                                        |
| Synagogue                                                                                  | Muttersholtz            | 4 rue des Tilleuls                                                                        | à géolocaliser                   | « IA67011966 »                | | 1838                                                | Image manquante Téléverser                                                                                        |
| Synagogue                                                                                  | Mutzig                  | rue Haute                                                                                 | 48° 32′ 23″ nord, 7° 27′ 10″ est | « PA00084817 » « IA67011474 » | inscrite | 1787                                                | Synagogue |
| Synagogue                                                                                  | Neuwiller-lès-Saverne   | 5 rue du faubourg Maréchal-Clarke                                                         | à géolocaliser                   | « IA67009923 »                | | 1875                                                | Image manquante Téléverser                                                                                        |
| Cimetière juif                                                                             | Neuwiller-lès-Saverne   | rue de Ingwiller                                                                          | à géolocaliser                   | « IA67009926 »                | inscription du mur d'enceinte et des stèles conservées | Fin du Moyen Age (?)                                | Image manquante Téléverser                                                                                        |
| Synagogue cédée à une institution catholique                                               | Niederbronn-les-Bains   | rue sœur É Eppinger                                                                       | à géolocaliser                   | « PA00085300 » « IA67005213 » | inscrite | 1863                                                | Synagogue cédée à une institution catholique                                                                      |
| Synagogue aujourd'hui habitation Synagogue                                                 | Niedernai               | rue des juifs                                                                             | à géolocaliser                   |                               | |                                                     | Image manquante Téléverser                                                                                        |
| Synagogue détruite Synagogue                                                               | Niederrœdern            |                                                                                           | à géolocaliser                   |                               | |                                                     | Image manquante Téléverser                                                                                        |
| Cimetière juif                                                                             | Niederrœdern            | rue de la Gare                                                                            | à géolocaliser                   |                               | |                                                     | Cimetière juif |
| Synagogue détruite Synagogue                                                               | Niederseebach           |                                                                                           | à géolocaliser                   |                               | |                                                     | Image manquante Téléverser                                                                                        |
| Synagogue détruite Ancienne synagogue                                                      | Oberbronn               |                                                                                           | à géolocaliser                   |                               | |                                                     | Image manquante Téléverser                                                                                        |
| Cimetière israélite                                                                        | Oberbronn               | rue des Fontaines                                                                         | à géolocaliser                   | « IA67005259 »                | |                                                     | Cimetière israélite                                                                                               |
| Synagogue détruite Synagogue                                                               | Oberlauterbach          |                                                                                           | à géolocaliser                   |                               | |                                                     | Image manquante Téléverser                                                                                        |
| Synagogue                                                                                  | Obernai                 | rue de Sélestat                                                                           | 48° 16′ 27″ nord, 7° 17′ 25″ est | « PA00084868 » « IA00023937 » | inscrite | 1696                                                | Synagogue |
| Cimetière israélite                                                                        | Obernai                 | 33 rue du général Leclerc                                                                 | à géolocaliser                   |                               | |                                                     | Image manquante Téléverser                                                                                        |
| Synagogue aujourd'hui habitation Synagogue                                                 | Oberschaeffolsheim      | rue de la Synagogue                                                                       | à géolocaliser                   |                               | Notice no IVR42_199767D1560ZE, sur la plateforme ouverte du patrimoine, base Mémoire, ministère français de la Culture                                                          |                                                     | Image manquante Téléverser                                                                                        |
| Synagogue détruite Synagogue                                                               | Oberseebach             |                                                                                           | à géolocaliser                   |                               | |                                                     | Image manquante Téléverser                                                                                        |
| Synagogue et communauté juive                                                              | Odratzheim              | rue de l'Église                                                                           | à géolocaliser                   |                               | |                                                     | Synagogue et communauté juive                                                                                     |
| Synagogue détruite Synagogue et communauté juive                                           | Offendorf               | rue des Écoles                                                                            | à géolocaliser                   |                               | |                                                     | Image manquante Téléverser                                                                                        |
| Synagogue détruite Synagogue                                                               | Offwiller               |                                                                                           | à géolocaliser                   |                               | |                                                     | Image manquante Téléverser                                                                                        |
| Synagogue                                                                                  | Osthoffen               | rue des Seigneurs                                                                         | à géolocaliser                   | « IA67005653 »                | | 1863                                                | Image manquante Téléverser                                                                                        |
| Synagogue détruite Synagogue                                                               | Osthouse                | rue de Gerstheim                                                                          | à géolocaliser                   | « IA00023409 »                | | 1867                                                | Image manquante Téléverser                                                                                        |
| Synagogue détruite Synagogue                                                               | Ottrott-le-Bas          |                                                                                           | à géolocaliser                   |                               | |                                                     | Image manquante Téléverser                                                                                        |
| Synagogue de Pfaffenhoffen et Communauté juive                                             | Pfaffenhoffen           | rue du Temple                                                                             | 48° 50′ 41″ nord, 7° 36′ 43″ est | « PA00084894 » « IA67010135 » | classée | 1791                                                | Synagogue de Pfaffenhoffen et Communauté juive                                                                    |
| Synagogue aujourd'hui habitation Synagogue                                                 | Quatzenheim             | 37 rue des Seigneurs                                                                      | à géolocaliser                   | « IA67000947 »                | | 1777 ; 1819                                         | Image manquante Téléverser                                                                                        |
| Cimetière juif                                                                             | Quatzenheim             | rue Principale                                                                            | 48° 22′ 25″ nord, 7° 20′ 34″ est |                               | |                                                     | Cimetière juif |
| Synagogue de Reichshoffen                                                                  | Reichshoffen            | Synagogue Rue de la Synagogue ; Histoire des 16 synagogues dans le canton de Reichshoffen | 48° 33′ 18″ nord, 7° 23′ 45″ est | « IA00123483 »                | | XVIIIe siècle                                       | Synagogue de Reichshoffen                                                                                         |
| Synagogue aujourd'hui atelier de menuiserie                                                | Riedseltz               | 59 rue Principale                                                                         | à géolocaliser                   | « IA67008634 »                | | 1er quart XIXe siècle (?)                           | Image manquante Téléverser                                                                                        |
| Synagogue détruite fin XXe siècle                                                          | Ringendorf              |                                                                                           | à géolocaliser                   |                               | Voir aussi : Notice no IVR42_199967B2390ZE, sur la plateforme ouverte du patrimoine, base Mémoire, ministère français de la Culture                                             |                                                     | Image manquante Téléverser                                                                                        |
| Synagogue, actuellement école de musique                                                   | Romanswiller            | rue de la Synagogue                                                                       | à géolocaliser                   | « IA67006620 »                | | 1849                                                | Image manquante Téléverser                                                                                        |
| Cimetière juif                                                                             | Romanswiller            | rue des Vignes                                                                            | 48° 38′ 48″ nord, 7° 24′ 42″ est |                               | |                                                     | Cimetière juif |
| Cimetière juif de Rosenwiller Cimetière juif                                               | Rosenwiller             | route de Grendelbruch                                                                     | à géolocaliser                   | « PA00135148 »                | inscrite | 1995                                                | Cimetière juif de Rosenwiller Cimetière juif                                                                      |
| Synagogue et communauté juive                                                              | Rosheim                 | rue du Général de Brauer                                                                  | à géolocaliser                   | « IA00075644 »                | | 1884 ; 1959                                         | Synagogue et communauté juive                                                                                     |
| Synagogue servant aujourd'hui de débarras                                                  | Rothbach                |                                                                                           | à géolocaliser                   |                               | |                                                     | Image manquante Téléverser                                                                                        |
| Synagogue et communauté juive                                                              | Sarre-Union             | rue des Juifs                                                                             | à géolocaliser                   | « IA67005912 »                | | 1840                                                | Synagogue et communauté juive                                                                                     |
| Cimetière israélite                                                                        | Sarre-Union             | chemin d’Axmatt                                                                           | à géolocaliser                   |                               | | XVIIIe siècle                                       | Cimetière israélite                                                                                               |
| Synagogue et communauté juive                                                              | Saverne                 | rue du 19 Novembre                                                                        | à géolocaliser                   | « IA00055453 »                | 7.35758 | 1835                                                | Synagogue et communauté juive                                                                                     |
| Cimetière juif                                                                             | Saverne                 | rue du Haut Bar                                                                           | à géolocaliser                   |                               | |                                                     | Cimetière juif |
| Synagogue                                                                                  | Schaffhouse             | impasse de la Synagogue                                                                   | à géolocaliser                   |                               | Notice no IVR42_200067B1392ZE, sur la plateforme ouverte du patrimoine, base Mémoire, ministère français de la Culture                                                          |                                                     | Image manquante Téléverser                                                                                        |
| Synagogue détruite Synagogue                                                               | Scharrachbergheim       |                                                                                           | à géolocaliser                   |                               | |                                                     | Image manquante Téléverser                                                                                        |
| Synagogue servant aujourd'hui de dépôt de pompiers                                         | Scherwiller             | 8 rue du Giessen                                                                          | à géolocaliser                   | « IA00124544 »                | | 1861                                                | Synagogue servant aujourd'hui de dépôt de pompiers                                                                |
| Synagogue                                                                                  | Schirmeck               | rue des Ecoles                                                                            | à géolocaliser                   | « PA67000033 » « IA67013058 » | inscrite | 1906                                                | Synagogue |
| Cimetière israélite                                                                        | Schirmeck               | rue Douar                                                                                 | à géolocaliser                   |                               | |                                                     | Image manquante Téléverser                                                                                        |
| Synagogue et cimetière juif                                                                | Schirrhoffen            |                                                                                           | à géolocaliser                   |                               | |                                                     | Image manquante Téléverser                                                                                        |
| Cimetière juif                                                                             | Schirrhoffen            | rue des Champs                                                                            | à géolocaliser                   |                               | |                                                     | Image manquante Téléverser                                                                                        |
| Synagogue détruite Synagogue                                                               | Schweighouse-sur-Moder  | rue des Juifs                                                                             | à géolocaliser                   | « IA00061767 »                | | XIXe siècle (?)                                     | Image manquante Téléverser                                                                                        |
| Synagogue aujourd'hui habitation Synagogue et communauté juive                             | Schwenheim              | rue des Juifs, avec plaque commémorative                                                  | à géolocaliser                   |                               | |                                                     | Image manquante Téléverser                                                                                        |
| Cimetière israélite                                                                        | Schwenheim              | rue Principale                                                                            | à géolocaliser                   |                               | |                                                     | Image manquante Téléverser                                                                                        |
| Synagogue détruite Ancienne synagogue                                                      | Schwindratzheim         |                                                                                           | à géolocaliser                   |                               | |                                                     | Image manquante Téléverser                                                                                        |
| Synagogue et communauté juive                                                              | Sélestat                | rue de la Synagogue                                                                       | à géolocaliser                   | « IA00124594 »                | | 1890                                                | Synagogue et communauté juive                                                                                     |
| Cimetière israélite                                                                        | Sélestat                | chemin Paradiesweg                                                                        | à géolocaliser                   |                               | |                                                     | Image manquante Téléverser                                                                                        |
| Synagogue détruite Ancienne synagogue                                                      | Soultz-les-Bains        |                                                                                           | à géolocaliser                   |                               | |                                                     | Image manquante Téléverser                                                                                        |
| Synagogue                                                                                  | Soultz-sous-Forêts      | rue de la Bergerie                                                                        | à géolocaliser                   | « PA00132522 » « IA00118990 » | inscrite | 1897                                                | Synagogue |
| Cimetière israélite                                                                        | Soultz-sous-Forêts      | rue Max Christen                                                                          | à géolocaliser                   |                               | |                                                     | Image manquante Téléverser                                                                                        |
| Synagogue servant aujourd'hui de menuiserie                                                | Stotzheim               | rue de Benfeld                                                                            | à géolocaliser                   | « IA00115473 »                | | 1837                                                | Image manquante Téléverser                                                                                        |
| Ancien centre de la communauté juive médiévale                                             | Strasbourg              | rue des juifs                                                                             | à géolocaliser                   |                               | |                                                     | Ancien centre de la communauté juive médiévale                                                                    |
| Synagogue consistoriale de la rue Sainte-Hélène (Strasbourg 1834-1898) et Communauté juive | Strasbourg              |                                                                                           | 48° 34′ 55″ nord, 7° 44′ 41″ est |                               | |                                                     | Synagogue consistoriale de la rue Sainte-Hélène (Strasbourg 1834-1898) et Communauté juive                        |
| Synagogue consistoriale du quai Kléber (Strasbourg 1898-1941)                              | Strasbourg              |                                                                                           | 48° 35′ 08″ nord, 7° 44′ 30″ est |                               | |                                                     | Synagogue consistoriale du quai Kléber (Strasbourg 1898-1941)                                                     |
| Grande synagogue de la Paix                                                                | Strasbourg              | avenue de la Paix                                                                         | à géolocaliser                   |                               | |                                                     | Grande synagogue de la Paix                                                                                       |
| Mikve, Bain rituel juif présumé escalier d'accès, salle-déshabilloir, bain rituel          | Strasbourg              | 20 rue des Charpentiers                                                                   | 48° 35′ 02″ nord, 7° 45′ 10″ est | « PA00085013 »                | Inscrit | 1985                                                | Mikve, Bain rituel juif présuméescalier d'accès, salle-déshabilloir, bain rituel                                  |
| Musée alsacien                                                                             | Strasbourg              |                                                                                           | à géolocaliser                   |                               | |                                                     | Musée alsacien |
| Musée de l’œuvre de Notre-Dame (pierres tombales)                                          | Strasbourg              |                                                                                           | à géolocaliser                   |                               | |                                                     | Image manquante Téléverser                                                                                        |
| Cimetière juif cimetière                                                                   | Strasbourg              | rue de la Tour à Koenigshoffen                                                            | 48° 34′ 39″ nord, 7° 42′ 59″ est | « PA67000058 »                | Inscrit, Cimetière israélite de Koenigshoffen | 2002                                                | Cimetière juifcimetière                                                                                           |
| Écoles Aquiba et ORT avec foyer Laure Weil                                                 | Strasbourg              |                                                                                           | à géolocaliser                   |                               | |                                                     | Image manquante Téléverser                                                                                        |
| Fondation Élisa                                                                            | Strasbourg              |                                                                                           | à géolocaliser                   |                               | |                                                     | Image manquante Téléverser                                                                                        |
| Rue des Juifs                                                                              | Strasbourg              |                                                                                           | à géolocaliser                   |                               | |                                                     | Image manquante Téléverser                                                                                        |
| Synagogue                                                                                  | Strasbourg              | rue Sellenick                                                                             | à géolocaliser                   |                               | |                                                     | Image manquante Téléverser                                                                                        |
| Synagogue                                                                                  | Strasbourg              | rue Turenne                                                                               | à géolocaliser                   |                               | |                                                     | Image manquante Téléverser                                                                                        |
| Synagogue                                                                                  | Strasbourg              | rue du Languedoc, quartier de la Meinau                                                   | à géolocaliser                   |                               | |                                                     | Image manquante Téléverser                                                                                        |
| Synagogue et communauté juive                                                              | Struth                  | rue Principale                                                                            | à géolocaliser                   | « PA00085198 » « IA67006905 » | inscrite | 1836                                                | Synagogue et communauté juive                                                                                     |
| Cimetière israélite                                                                        | Struth                  | prolongement, rue Principale                                                              | à géolocaliser                   |                               | |                                                     | Image manquante Téléverser                                                                                        |
| Synagogue détruite Synagogue                                                               | Surbourg                |                                                                                           | à géolocaliser                   |                               | |                                                     | Image manquante Téléverser                                                                                        |
| Grenier synagogue de Traenheim                                                             | Traenheim               | 27 rue des usines                                                                         | à géolocaliser                   | « PA67000014 »                | inscrite et vestiges peints classés | 1582 ; 1722                                         | Image manquante Téléverser                                                                                        |
| Synagogue détruite Synagogue                                                               | Trimbach                | rue de la Synagogue                                                                       | à géolocaliser                   |                               | |                                                     | Image manquante Téléverser                                                                                        |
| Cimetière juif                                                                             | Trimbach (Bas-Rhin)     | route de Buhl                                                                             | à géolocaliser                   |                               | |                                                     | Image manquante Téléverser                                                                                        |
| Synagogue détruite Ancienne synagogue                                                      | Uhrwiller               |                                                                                           | à géolocaliser                   |                               | |                                                     | Image manquante Téléverser                                                                                        |
| Synagogue détruite Ancienne synagogue                                                      | Uttenheim               |                                                                                           | à géolocaliser                   |                               | |                                                     | Image manquante Téléverser                                                                                        |
| Synagogue                                                                                  | Valff                   | 182 rue Principale                                                                        | à géolocaliser                   | « IA00024042 »                | | 1854                                                | Image manquante Téléverser                                                                                        |
| Synagogue                                                                                  | Villé                   | rue de la Gare                                                                            | à géolocaliser                   | « IA67010344 »                | | 1905                                                | Synagogue |
| Synagogue détruite Synagogue                                                               | Waltenheim              |                                                                                           | à géolocaliser                   |                               | |                                                     | Image manquante Téléverser                                                                                        |
| Synagogue                                                                                  | Wasselonne              | rue de la Poste                                                                           | à géolocaliser                   |                               | |                                                     | Synagogue |
| Synagogue aujourd'hui maison d'habitation Synagogue                                        | Weinbourg               | 105 rue des Forgerons                                                                     | à géolocaliser                   | « IA67010267 »                | | 1886                                                | Image manquante Téléverser                                                                                        |
| Synagogue                                                                                  | Weiterswiller           | 12 rue principale                                                                         | à géolocaliser                   | « IA67006849 »                | | 1868                                                | Image manquante Téléverser                                                                                        |
| Cimetière                                                                                  | Weiterswiller           | rue de Wantzenau                                                                          | à géolocaliser                   | « IA67006874 »                | | 1824                                                | Image manquante Téléverser                                                                                        |
| Synagogue                                                                                  | Westhoffen              | place de la Synagogue                                                                     | à géolocaliser                   | « PA00085286 » « IA67006261 » | inscrite | 1867                                                | Synagogue |
| Cimetière israélite                                                                        | Westhoffen              | rue de Westerend                                                                          | à géolocaliser                   |                               | |                                                     | Image manquante Téléverser                                                                                        |
| Synagogue détruite Synagogue                                                               | Westhouse               | rue Principale                                                                            | à géolocaliser                   | « IA00023448 »                | | 1856                                                | Image manquante Téléverser                                                                                        |
| Synagogue                                                                                  | Wingersheim             | 10 rue de la Victoire                                                                     | à géolocaliser                   | « IA67009256 »                | | 1875                                                | Image manquante Téléverser                                                                                        |
| Synagogue                                                                                  | Wintzenheim-Kochersberg | 69 rue du Goeffberg                                                                       | à géolocaliser                   | « IA67001015 »                | | 1752 ; 1895                                         | Image manquante Téléverser                                                                                        |
| Synagogue, depuis 2018 Service des archives municipales de la ville                        | Wissembourg             | place des Carmes                                                                          | à géolocaliser                   | « IA67008057 »                | voir aussi : Notice no IVR42_199867A2786ZE, sur la plateforme ouverte du patrimoine, base Mémoire, ministère français de la Culture                                             | 1869 ; 1960                                         | Synagogue, depuis 2018 Service des archives municipales de la ville                                               |
| Cimetière israélite                                                                        | Wissembourg             | route de Strasbourg                                                                       | à géolocaliser                   |                               | |                                                     | Image manquante Téléverser                                                                                        |
| Synagogue détruite Synagogue                                                               | Wittersheim             |                                                                                           | à géolocaliser                   |                               | |                                                     | Image manquante Téléverser                                                                                        |
| Synagogue                                                                                  | Wœrth                   | Grand-Rue                                                                                 | à géolocaliser                   |                               | voir aussi : Notice no IVR42_199967B1561ZE, sur la plateforme ouverte du patrimoine, base Mémoire, ministère français de la Culture                                             |                                                     | Image manquante Téléverser                                                                                        |
| Synagogue                                                                                  | Wolfisheim              | rue du Milieu                                                                             | à géolocaliser                   | « IA67008006 »                | | 1897                                                | Synagogue |
| Cimetière israélite                                                                        | Wolfisheim              | rue de la Mairie                                                                          | à géolocaliser                   |                               | |                                                     | Image manquante Téléverser                                                                                        |
| Synagogue et communauté juive                                                              | Zellwiller              | rue du Château                                                                            | à géolocaliser                   | « IA00024076 »                | | 1868                                                | Image manquante Téléverser                                                                                        |

### Bibliographie

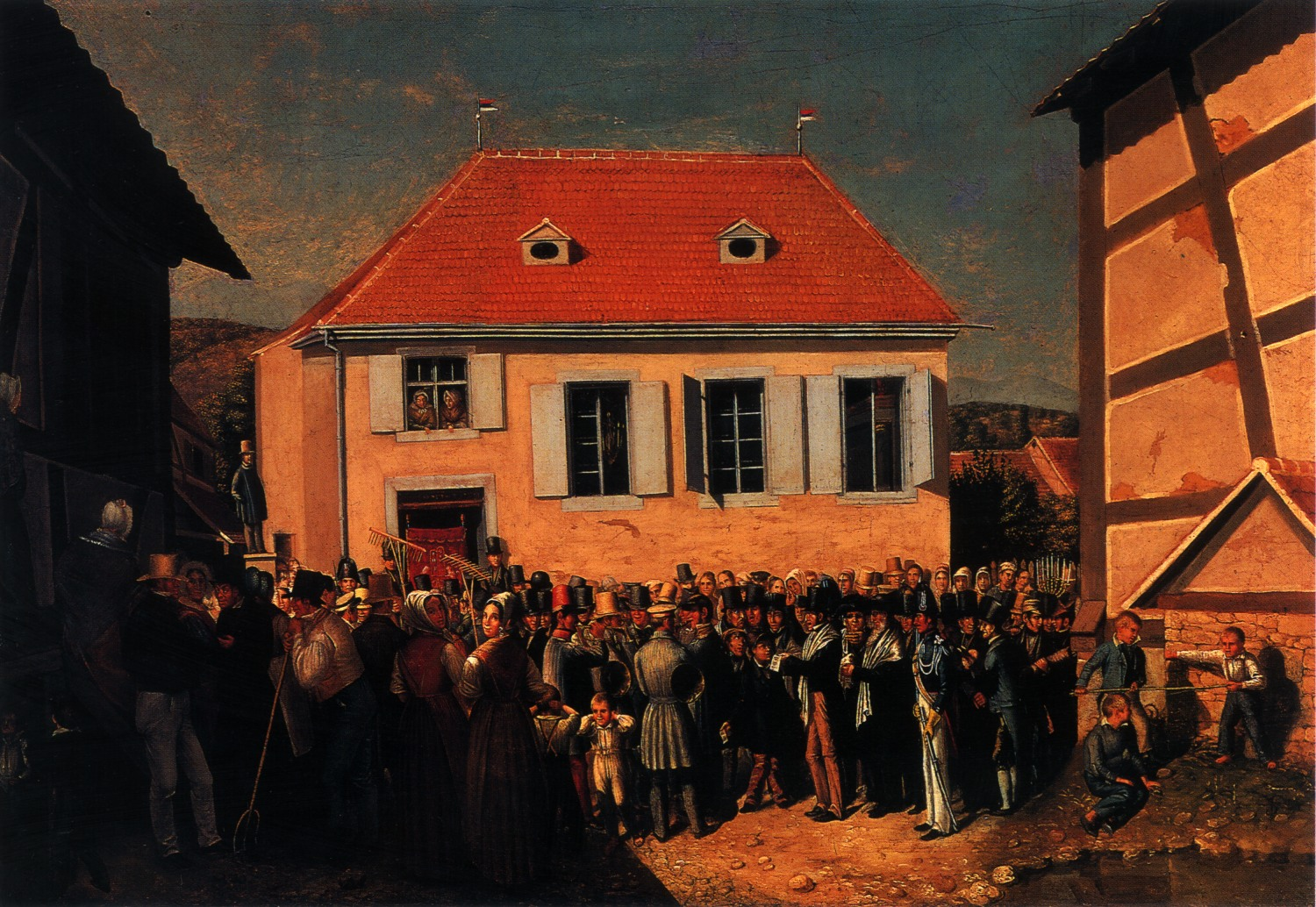
Dédicace d'une synagogue en Alsace, 1820

## Patrimoine juif du Haut-Rhin
| Monument                                                                 | Commune                 | Adresse                            | Coordonnées                      | Notice                        | Protection | Date                                                      | Illustration                                                                                        |
| ------------------------------------------------------------------------ | ----------------------- | ---------------------------------- | -------------------------------- | ----------------------------- | --- | --------------------------------------------------------- | --------------------------------------------------------------------------------------------------- |
| Synagogue d'Altkirch                                                     | Altkirch                | 6 rue de Ferrette                  | 47° 37′ 16″ nord, 7° 14′ 12″ est | « IA68006172 »                | | 1834                                                      | Synagogue d'Altkirch                                                                                |
| Cimetière israélite                                                      | Altkirch                | chemin des Cimetières              | à géolocaliser                   |                               | |                                                           | Image manquante Téléverser                                                                          |
| Synagogue de Bergheim et Communauté juive                                | Bergheim                | rue des Juifs                      | 48° 12′ 23″ nord, 7° 21′ 45″ est | « PA00085757 » « IA68006097 » | inscrite | 1863                                                      | Synagogue de Bergheim et Communauté juive                                                           |
| Synagogue et communauté juive; cimetière juif                            | Biesheim                |                                    | à géolocaliser                   |                               | |                                                           | Synagogue et communauté juive; cimetière juif                                                       |
| Cimetière israélite                                                      | Biesheim                | rue Rhiwald                        | à géolocaliser                   | « IA68005094 »                | |                                                           | Image manquante Téléverser                                                                          |
| Synagogue                                                                | Blotzheim               | rue du Trottrain                   | à géolocaliser                   |                               | | 1843                                                      | Image manquante Téléverser                                                                          |
| Synagogue et communauté juive                                            | Bollwiller              | rue de la Synagogue                | à géolocaliser                   | « IA00111858 »                | | 1868                                                      | Image manquante Téléverser                                                                          |
| Synagogue et communauté juive                                            | Buschwiller             |                                    | à géolocaliser                   | « IA00024405 »                | | 1790                                                      | Image manquante Téléverser                                                                          |
| Synagogue et communauté juive                                            | Cernay                  | 2 rue Haffner                      | à géolocaliser                   | « IA68004667 »                | | 1er quart XXe siècle                                      | Image manquante Téléverser                                                                          |
| Synagogue                                                                | Cernay                  | 35 rue Raymond-Poincaré            | à géolocaliser                   | « IA68004669 »                | | 1926                                                      | Image manquante Téléverser                                                                          |
| Cimetière israélite : Le cimetière juif médiéval et le nouveau cimetière | Cernay                  | rue d'Aspach                       | à géolocaliser                   |                               | |                                                           | Image manquante Téléverser                                                                          |
| Synagogue de Colmar                                                      | Colmar                  | rue de la Cigogne                  | 48° 04′ 38″ nord, 7° 21′ 43″ est | « PA00085409 »                | inscrite | 1839 ; 1843                                               | Synagogue de ColmarSynagogue et communauté juive                                                    |
| Musée Bartholdi, avec sa collection d’objets de la communauté juive,.    | Colmar                  |                                    | à géolocaliser                   |                               | |                                                           | Image manquante Téléverser                                                                          |
| Cimetière israélite                                                      | Colmar                  | rue Ladhof                         | à géolocaliser                   |                               | |                                                           | Image manquante Téléverser                                                                          |
| Synagogue et communauté juive                                            | Dornach (Mulhouse)      | rue Gustave Schaeffer              | à géolocaliser                   | « IA00096621 »                | | 1851                                                      | Image manquante Téléverser                                                                          |
| Oratoire                                                                 | Dornach (Mulhouse)      | rue Gustave Schaeffer              | à géolocaliser                   |                               | |                                                           | Image manquante Téléverser                                                                          |
| Synagogue et communauté juive                                            | Durmenach               | place du Foyer                     | à géolocaliser                   | « IA68002388 »                | | 1803                                                      | Image manquante Téléverser                                                                          |
| Cimetière israélite                                                      | Durmenach               | rue de la Gendarmerie              | à géolocaliser                   |                               | |                                                           | Image manquante Téléverser                                                                          |
| École juive                                                              | Ensisheim               |                                    | à géolocaliser                   |                               | |                                                           | Image manquante Téléverser                                                                          |
| Synagogue                                                                | Fellering               |                                    | à géolocaliser                   |                               | | 1855,.                                                    | Image manquante Téléverser                                                                          |
| Synagogue                                                                | Frœningen               | rue de la Synagogue                | à géolocaliser                   |                               | | 1869                                                      | Image manquante Téléverser                                                                          |
| Cimetière israélite                                                      | Frœningen               | rue Principale                     | à géolocaliser                   |                               | |                                                           | Image manquante Téléverser                                                                          |
| Ancienne synagogue et communauté juive                                   | Grussenheim             | rue du Ried                        | à géolocaliser                   |                               | | 1850                                                      | Ancienne synagogue et communauté juive                                                              |
| Cimetière israélite                                                      | Grussenheim             | rue de la 2e Division Blindée      | à géolocaliser                   | « IA68004879 »                | |                                                           | Image manquante Téléverser                                                                          |
| Synagogue de Guebwiller et Communauté juive                              | Guebwiller              | rue de l'Ancien Hôpital            | 47° 54′ 31″ nord, 7° 12′ 39″ est | « PA00085449 »                | inscrite | 1872 ; 1957                                               | Synagogue de Guebwiller et Communauté juive                                                         |
| Synagogue                                                                | Habsheim                | impasse de la synagogue            | à géolocaliser                   | « IA00096463 »                | | limite XVIIIe siècle XIXe siècle                          | Image manquante Téléverser                                                                          |
| Ancienne synagogue                                                       | Hagenbach               |                                    | à géolocaliser                   |                               | |                                                           | Image manquante Téléverser                                                                          |
| Synagogue et communauté juive                                            | Hagenthal-le-Bas        | rue de la Synagogue                | à géolocaliser                   | « IA00024440 »                | | 1er quart XVIIIe siècle (détruit) ; 1er quart XIXe siècle | Image manquante Téléverser                                                                          |
| Cimetière israélite                                                      | Hagenthal-le-Bas        | rue des Près                       | à géolocaliser                   | « PA00085778 »                | | milieu XVIIIe siècle                                      | Image manquante Téléverser                                                                          |
| Cimetière israélite                                                      | Hagenthal-le-Haut       | rue des Jardins                    | à géolocaliser                   |                               | |                                                           | Image manquante Téléverser                                                                          |
| Synagogue et communauté juive                                            | Hartmannswiller         |                                    | à géolocaliser                   |                               | |                                                           | Image manquante Téléverser                                                                          |
| Ancienne synagogue et Cimetière israélite                                | Hattstatt               |                                    | à géolocaliser                   |                               | |                                                           | Image manquante Téléverser                                                                          |
| Synagogue                                                                | Hégenheim               | passage de la Synagogue            | à géolocaliser                   | « IA00024465 »                | | 1821                                                      | Synagogue                                                                                           |
| Cimetière israélite                                                      | Hégenheim               | rue de Hagenthal                   | à géolocaliser                   | « IA00024475 »                | |                                                           | Cimetière israélite                                                                                 |
| Synagogue                                                                | Herrlisheim             | rue de la Montagne                 | à géolocaliser                   |                               | | 1834                                                      | Image manquante Téléverser                                                                          |
| Cimetière juif                                                           | Herrlisheim-près-Colmar | rue d'Elsbourg                     | 48° 00′ 43″ nord, 7° 18′ 53″ est | « PA68000040 »                | inscrit. Une association nommée "Les Bienfaiteurs du Cimetière Israélite de Hattstatt-Herrlisheim" a été fondée dans le but de restaurer les vestiges de ces deux communautés, |                                                           | Cimetière juif                                                                                      |
| Synagogue                                                                | Hirsingue               | 13 rue de la Synagogue             | à géolocaliser                   | « IA68002849 » « IA68002850 » | | 1er quart XXe siècle                                      | Image manquante Téléverser                                                                          |
| Synagogue et communauté juive                                            | Horbourg-Wihr           | rue de la synagogue                | à géolocaliser                   | « IA68004908 »                | | 1837                                                      | Image manquante Téléverser                                                                          |
| Cimetière israélite                                                      | Horbourg-Wihr           | rue du Rhin                        | à géolocaliser                   |                               | |                                                           | Image manquante Téléverser                                                                          |
| Ancienne synagogue et communauté juive                                   | Huningue                |                                    | à géolocaliser                   |                               | |                                                           | Image manquante Téléverser                                                                          |
| Ancienne synagogue et communauté juive                                   | Ingersheim              | rue des Juifs                      | à géolocaliser                   |                               | |                                                           | Image manquante Téléverser                                                                          |
| Synagogue                                                                | Issenheim               | rue de la Synagogue                | à géolocaliser                   |                               | |                                                           | Image manquante Téléverser                                                                          |
| Synagogue, école et communauté juive                                     | Jungholtz               |                                    | à géolocaliser                   |                               | |                                                           | Image manquante Téléverser                                                                          |
| Le cimetière de ses origines à nos jours                                 | Jungholtz               | rue de Thierenbach                 | 47° 53′ 03″ nord, 7° 11′ 46″ est |                               | |                                                           | Le cimetière de ses origines à nos joursLe cimetière israélite de Jungholz ou à Hartmannswiller     |
| Ancienne synagogue                                                       | Kembs                   |                                    | à géolocaliser                   |                               | |                                                           | Image manquante Téléverser                                                                          |
| Cimetière israélite                                                      | Luemschwiller           | rue du Réservoir                   | à géolocaliser                   |                               | |                                                           | Image manquante Téléverser                                                                          |
| Synagogue de Mulhouse                                                    | Mulhouse                | 19 rue de la synagogue             | 47° 44′ 42″ nord, 7° 20′ 02″ est | « PA00085547 » « IA00096494 » | inscrite. Voir aussi : Notice no IVR42_19816800227P, sur la plateforme ouverte du patrimoine, base Mémoire, ministère français de la Culture | Orgue construit en 1891-1892                              | Synagogue de Mulhouse                                                                               |
| Orgue de la synagogue                                                    | Mulhouse                | 19 rue de la synagogue             | à géolocaliser                   | PM68000908                    | partie instrumentale inscrite au titre des objets. Voir aussi : Notice no PM68000907, sur la plateforme ouverte du patrimoine, base Palissy, ministère français de la Culture et Notice no IM68002749, sur la plateforme ouverte du patrimoine, base Palissy, ministère français de la Culture | 1843 ; 1849                                               | Orgue de la synagogueMulhouse, synagogue (Orgue de tribune) Mulhouse, synagogue (Orgue du sous-sol) |
| Cimetière israélite                                                      | Mulhouse                | rue Lefebvre                       | à géolocaliser                   |                               | |                                                           | Image manquante Téléverser                                                                          |
| Synagogue                                                                | Neuf-Brisach            | rue du Temple                      | à géolocaliser                   |                               | |                                                           | Image manquante Téléverser                                                                          |
| Synagogue                                                                | Oberdorf                |                                    | à géolocaliser                   |                               | |                                                           | Image manquante Téléverser                                                                          |
| Synagogue et communauté juive                                            | Pfastatt                | rue de Richwiller                  | à géolocaliser                   | « IA00050936 »                | | 1901                                                      | Image manquante Téléverser                                                                          |
| Cimetière israélite                                                      | Pfastatt                | rue Doller                         | à géolocaliser                   |                               | |                                                           | Image manquante Téléverser                                                                          |
| Synagogue et Synagogue de Réguisheim                                     | Réguisheim              | rue des Juifs                      | à géolocaliser                   | « IA00074388 »                | | 1840 ; 1886                                               | Image manquante Téléverser                                                                          |
| Synagogue et communauté juive                                            | Ribeauvillé             | rue de la Synagogue                | à géolocaliser                   |                               | |                                                           | Image manquante Téléverser                                                                          |
| Cimetière israélite                                                      | Riedwihr                | rue de Ostheim                     | à géolocaliser                   |                               | |                                                           | Image manquante Téléverser                                                                          |
| Fontaine des Juifs à Riquewihr                                           | Riquewihr               |                                    | à géolocaliser                   |                               | |                                                           | Image manquante Téléverser                                                                          |
| Communauté israélite et cimetière juif                                   | Rixheim                 |                                    | à géolocaliser                   |                               | |                                                           | Image manquante Téléverser                                                                          |
| Cimetière israélite                                                      | Rixheim                 | rue Bellevue                       | à géolocaliser                   |                               | |                                                           | Image manquante Téléverser                                                                          |
| Synagogue et communauté juive                                            | Rouffach                | rue Ullin                          | à géolocaliser                   | « PA00085659 » « IA68004435 » | vestiges de l'ancienne synagogue classés | 4e quart XIIIe siècle ; XVIe siècle (?) ; XVIIIe siècle   | Synagogue et communauté juive                                                                       |
| Synagogue de Saint-Louis                                                 | Saint-Louis             | rue de la Synagogue                | 47° 21′ 06″ nord, 7° 20′ 09″ est | « IA00024603 »                | | 1907                                                      | Synagogue de Saint-LouisSynagogue et communauté juive                                               |
| Ancienne synagogue                                                       | Sainte-Marie-aux-Mines  | rue Weinsberger                    | à géolocaliser                   |                               | |                                                           | Image manquante Téléverser                                                                          |
| nouvelle synagogue                                                       | Sainte-Marie-aux-Mines  | rue Mulhenbeck                     | à géolocaliser                   |                               | |                                                           | Image manquante Téléverser                                                                          |
| Synagogue                                                                | Seppois-le-Bas          |                                    | à géolocaliser                   |                               | |                                                           | Image manquante Téléverser                                                                          |
| Cimetière israélite                                                      | Seppois-le-Bas          | rue Aérium                         | à géolocaliser                   | « IA68002994 »                | |                                                           | Image manquante Téléverser                                                                          |
| Ancienne synagogue                                                       | Sierentz                |                                    | à géolocaliser                   |                               | |                                                           | Image manquante Téléverser                                                                          |
| Ancienne synagogue et communauté juive                                   | Soppe-le-Bas            |                                    | à géolocaliser                   |                               | |                                                           | Image manquante Téléverser                                                                          |
| Synagogue                                                                | Soultz-Haut-Rhin        | rue de la synagogue                | à géolocaliser                   | « PA00085684 » « IA00111950 » | inscrite | 2e quart XIXe siècle                                      | Synagogue                                                                                           |
| Ancienne synagogue et communauté juive                                   | Soultzmatt              |                                    | à géolocaliser                   |                               | |                                                           | Image manquante Téléverser                                                                          |
| Synagogue de Thann et Synagogue et communauté juive                      | Thann                   | rue de l'Étang                     | 47° 48′ 42″ nord, 7° 05′ 54″ est | « IA00024321 »                | Voir aussi : Notice no IVR42_19786800991P, sur la plateforme ouverte du patrimoine, base Mémoire, ministère français de la Culture et Synagogue de Thann : des travaux à mener d'urgence | 1862                                                      | Synagogue de Thann et Synagogue et communauté juive                                                 |
| Vieux cimetière juif                                                     | Thann                   | rue Humberger                      | à géolocaliser                   | « IA00024332 »                | |                                                           | Vieux cimetière juif                                                                                |
| Nouveau cimetière juif                                                   | Thann                   | rue Gubbio, au lieu-dit Steinacker | à géolocaliser                   |                               | |                                                           | Image manquante Téléverser                                                                          |
| Synagogue                                                                | Turckheim               | Grand-rue                          | à géolocaliser                   | « IA68003669 »                | | XIXe siècle                                               | Image manquante Téléverser                                                                          |
| Synagogue et communauté juive                                            | Uffheim                 | rue Camille Roche                  | à géolocaliser                   | « IA00122473 »                | | 1899 ; 1900                                               | Image manquante Téléverser                                                                          |
| Ancienne synagogue                                                       | Uffholtz                |                                    | à géolocaliser                   |                               | |                                                           | Image manquante Téléverser                                                                          |
| Synagogue                                                                | Vœgtlinshoffen          |                                    | à géolocaliser                   |                               | |                                                           | Image manquante Téléverser                                                                          |
| Synagogue et communauté juive                                            | Wintzenheim             | rue de la synagogue                | à géolocaliser                   | « PA00135163 » « IA68003777 » | inscrite | 1870                                                      | Synagogue et communauté juive                                                                       |
| Cimetière                                                                | Wintzenheim             | rue de Turckheim                   | à géolocaliser                   | « IA68003778 »                | |                                                           | Image manquante Téléverser                                                                          |
| Synagogue                                                                | Wittenheim              |                                    | à géolocaliser                   |                               | |                                                           | Image manquante Téléverser                                                                          |
| Synagogue                                                                | Wittersdorf             | rue Jean-Jacques-Henner            | à géolocaliser                   | « IA68005824 »                | | 1822                                                      | Image manquante Téléverser                                                                          |
| Synagogue                                                                | Zillisheim              | rue du Presbytère                  | à géolocaliser                   | « IA00051597 »                | | 1er quart XIXe siècle (?)                                 | Image manquante Téléverser                                                                          |
| Cimetière israélite                                                      | Zillisheim              | rue du château                     | à géolocaliser                   |                               | |                                                           | Image manquante Téléverser                                                                          |